# 哈弗勒
哈弗勒（荷蘭語：Gavere，荷蘭語發音：[ˈɣaːvərə] ⓘ）是比利时弗拉芒大區东佛兰德省根特區的一个市镇，通行荷蘭語，是弗拉芒社群的一部分，面积31.6平方千米，人口12,769人（2018年1月1日）。